# اشتقاق لي

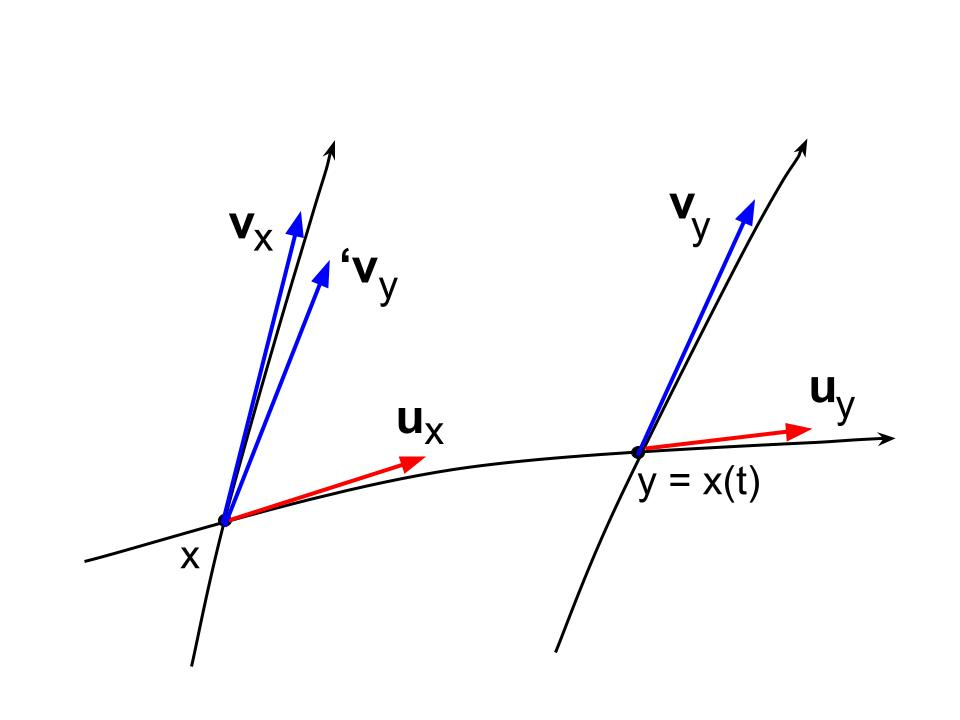
يتم نقل المتجه بشكل غير مباشر من نقطة إلى أخرى على طول حقل متجه آخر (اشتقاق لي)

اشتقاق لي هو نوع من الاشتقاقات للدالات الرياضياتية. سميت باسم واضعها سوفوس لي. يقيم هذا الاشتقاق الحقل الاتجاهي على طول تدفق حقل اتجاهي آخر.
إن اشتقاق لي هو اشتقاق على جبر لحقول التنسور لمتعدد شعب M. الحقل الاتجاهي لمشتق لي على M يشكل جبر لي لانهائي البعد بالنسبة لأقواس لي معرفة على الشكل التالي:
{\displaystyle [A,B]={\mathcal {L}}_{A}B=-{\mathcal {L}}_{B}A.}